# Ряпіно
Ря́піно (рос. Ряпино, чув. Ряпино) — село у складі Поріцького району Чувашії, Росія. Входить до складу Козловського сільського поселення.
Населення — 433 особи (2010; 540 у 2002).
Національний склад:
- росіяни — 87 %